# Liste der Baudenkmale in Ahausen
In der Liste der Baudenkmale in Ahausen sind alle Baudenkmale der niedersächsischen Gemeinde Ahausen aufgelistet. Die Quelle der  Baudenkmale ist der Denkmalatlas Niedersachsen. Der Stand der Liste ist der 12. Oktober 2020.

## Allgemein
In den Spalten befinden sich folgende Informationen:
- Lage: die Adresse des Baudenkmales und die geographischen Koordinaten. Kartenansicht, um Koordinaten zu setzen. In der Kartenansicht sind Baudenkmale ohne Koordinaten mit einem roten Marker dargestellt und können in der Karte gesetzt werden. Baudenkmale ohne Bild sind mit einem blauen Marker gekennzeichnet, Baudenkmale mit Bild mit einem grünen Marker.
- Bezeichnung: Bezeichnung des Baudenkmales
- Beschreibung: die Beschreibung des Baudenkmales. Unter § 3 Abs. 2 NDSchG werden Einzeldenkmale und unter § 3 Abs. 3 NDSchG Gruppen baulicher Anlagen und deren Bestandteile ausgewiesen.
- ID: die Objekt-ID des Baudenkmales
- Bild: ein Bild des Baudenkmales, ggf. zusätzlich mit einem Link zu weiteren Fotos des Baudenkmals im Medienarchiv Wikimedia Commons. Wenn man auf das Kamerasymbol klickt, können Fotos zu Baudenkmalen aus dieser Liste hochgeladen werden:

## Ahausen

### Gruppe: Mühlenanlage Ahauser Mühle
Die Gruppe „Mühlenanlage Ahauser Mühle“ hat die ID 31018801.

| Lage                                       | Bezeichnung              | Beschreibung | ID       | Bild           |
| ------------------------------------------ | ------------------------ | --- | -------- | -------------- |
| Ahauser Mühle 2 53° 4′ 30″ N, 9° 17′ 48″ O | Speicher                 | Zweigeschossiger Fachwerkbau von um 1800 mit Krüppelwalmdach in Pfanneneindeckung, mit eingeschossigem Anbau, Innengerüst weitgehend erhalten.                                         | 31011496 | Weitere Bilder |
| Ahauser Mühle 1 53° 4′ 30″ N, 9° 17′ 49″ O | Scheune                  | Fachwerkbau von 1872 mit Krüppelwalmdach in Ziegeldeckung, mit Quereinfahrt | 31011474 | Weitere Bilder |
| Ahauser Mühle 1 53° 4′ 30″ N, 9° 17′ 51″ O | Wohn-/Wirtschaftsgebäude | Vierständer-Hallenhaus von 1839 in Fachwerk mit Krüppelwalmdach in roter Tonpfanneneindeckung; Innengerüst mit Unterrähmkonstruktion erhalten, am Wohngiebel möglicherweise verlängert | 31011452 | Weitere Bilder |
| Ahauser Mühle 1 53° 4′ 28″ N, 9° 17′ 48″ O | Mühlenhaus               | Zweigeschossiger Backsteinbau von 1901 mit Satteldach in Ziegeldeckung, erbaut durch den Müller Steffen Heinrich Kohte als Ersatz für einen älteren Vorgängerbau                       | 31011430 | Weitere Bilder |
| Ahauser Mühle 1 53° 4′ 29″ N, 9° 17′ 50″ O | Stall                    | Backsteinbau vom um 1900 mit Satteldach in Ziegeldeckung, hofseitiges Fachwerktürmchen unter Pyramidendach als Taubenschlag                                                            | 31011518 | Weitere Bilder |
| Ahauser Mühle 1 53° 4′ 28″ N, 9° 17′ 54″ O | Mühlenteich              | Zu einem etwa 3 ha großen Teich aufgestauter Auebach. | 31011799 | Weitere Bilder |
| Ahauser Mühle 1 53° 4′ 29″ N, 9° 17′ 51″ O | Stall                    | Backsteinbau von um 1900 mit Krüppelwalmdach, Fachwerk mit Backsteinausfachung in den Giebeln.                                                                                         | 31011539 | Weitere Bilder |

### Gruppe: Kirchhof Ahausen
Die Gruppe „Kirchhof Ahausen“ hat die ID 31018815.

| Lage                                      | Bezeichnung | Beschreibung | ID       | Bild |
| ----------------------------------------- | ----------- | --- | -------- | ---- |
| Hauptstraße 18 53° 3′ 45″ N, 9° 18′ 47″ O | Kirche      | Saalkirche von 1848 aus Backstein mit Satteldach, Fassaden mit Blendbögen, darin zweigeteilte Fensteröffnungen, umlaufende Empore, Kanzelaltar (17. Jh.), Altarbild (1957), Orgel (1864): anstelle eines Vorgängerbaus, hölzerner Glockenturm von 1627 mit Schieferverkleidung und Pyramidendach | 31011647 |      |
| Hauptstraße 18 53° 3′ 45″ N, 9° 18′ 44″ O | Kirchhof    | Kirchhof mit einigen Grabdenkmalen der zweiten Hälfte des 19. Jahrhunderts | 31011669 |      |

## Eversen

### Einzelbaudenkmale
| Lage                                   | Bezeichnung              | Beschreibung                                                                    | ID       | Bild |
| -------------------------------------- | ------------------------ | ------------------------------------------------------------------------------- | -------- | ---- |
| Eichenweg 5 53° 2′ 10″ N, 9° 19′ 35″ O | Wohn-/Wirtschaftsgebäude | Zweiständer-Hallenhaus von 1831 in Fachwerk mit ziegelgedecktem Krüppelwalmdach | 31011777 |      |